# (20043) Ellenmacarthur
(20043) Ellenmacarthur ist ein Asteroid des inneren Hauptgürtels, der am 2. März 1993 von dem britisch-australischen Astronomen Robert McNaught am australischen Siding-Spring-Observatoriums (IAU-Code 413) bei Coonabarabran in Australien entdeckt wurde.
Der Asteroid gehört zur Hungaria-Familie, einer nach (434) Hungaria benannten Gruppe von Asteroiden. Charakteristisch für diese Gruppe ist die 9:2-Bahnresonanz mit dem Planeten Jupiter. Die Asteroiden dieser Gruppe besitzen nahezu kreisrunde Bahnen (mittlere Exzentrizität 0,08) mit Halbachsen von 1,7 bis 2 AE (also im innersten Bereich des Asteroidengürtels), die stark (17° bis 27°) gegen die Ekliptik geneigt sind.
Der Himmelskörper wurde am 7. April 2005 nach der britische Seglerin Ellen MacArthur (* 1976) benannt, die die Vendée Globe, eine Non-Stop-Regatta für Einhandsegler, in der Saison 2000–2001 als jüngste Teilnehmerin auf dem zweiten Platz absolvierte.